# Philippe-Auguste Guye
Philippe-Auguste Guye est un chimiste suisse, né le 12 juin 1862 à Saint-Christophe (Champvent, canton de Vaud) et mort le 27 mars 1922 à Genève.

## Biographie
Guye étudie la chimie à l'université de Genève, où il obtient un doctorat en 1884 sous la direction de Carl Graebe, dont il est l'assistant. En 1887, il travaille à Paris auprès de Charles Friedel. En 1892, il obtient l'agrégation à Genève, où il enseigne à partir de 1895. Il compte parmi ses étudiants Albert Fredrick Ottomar Germann (en), Frank Erhart Emmanuel Germann (en) et Vera Ievstafievna Bogdanovskaïa, qui s'intéressent à ses travaux en stéréochimie. Il est élu à la Chaire extraordinaire de chimie théorique et technique en 1892.
Guye se spécialise d'abord en chimie organique, puis en chimie physique après son séjour à Paris. Il développe des méthodes de détermination de la masse moléculaire dans les liquides et vérifie à partir de 1903 la masse atomique de quatre éléments (comme l'azote, le chlore et l'argent) avec des méthodes précises, résultats qu'il publie à partir de 1914.
Par ailleurs, Guye effectue des recherches en électrochimie en partenariat avec des firmes industrielles. Avec ses frères, il tente de synthétiser de l'azote dans des arcs électriques.
Guye fonde le Journal de Chimie physique en 1903. En 1913, il devient membre correspondant de l'Académie des sciences de Russie basée à Saint-Pétersbourg.
En 1921, il est récompensé de la médaille Davy « pour ses recherches en chimie physique ». Le photochimiste italien Giacomo Luigi Ciamician (en), « le fondateur de la chimie verte », nomine Guye à cinq reprises pour le prix Nobel de chimie (1917, 1918, 1919, 1920 et 1921).